# 斯科特·肯尼迪
斯科特·肯尼迪（英语：Scott Kennedy，1965年7月7日—2013年3月14日）是美国脱口秀喜剧演员。

## 早年生活经历
肯尼迪出生于新墨西哥州的阿尔伯克基，在霍布斯长大。 他随家人搬到那里后，参加了新墨西哥州军事学院，并从德克萨斯州拉伯克市的蒙特利中学毕业。 后获得了圣达菲学院的心理学学士学位。

## 职业生涯
1986年，他在拉伯克（Lubbock）的Froggy Bottoms喜剧俱乐部的开放式麦克风之夜开始了自己的喜剧生涯，与当时一位朋友参加了喜剧比赛。他搬到休斯敦，然后在1999年搬到洛杉矶。他的脱口秀事业很成功，曾在全国各地的俱乐部表演。他曾在科罗拉多州阿斯彭市HBO的美国喜剧艺术节上担任表演嘉宾，而在喜剧中心，使他在2004年获得了半小时特别节目。
在2000年代中期，肯尼迪开始广泛巡回演出，以招待现役的美军，从美国劳军联合组织（United Services Organization）派遣的阿富汗之旅开始。他组建了自己的旅游公司，“ Comics Ready to Entertain”，他去了比美国劳军联合组织派他去的地方更危险的地方，每天在阿富汗和伊拉克进行50多次巡回演出，每天最多进行五次。

## 个人生活
肯尼迪公开地表示是同性恋。他于2013年3月14日被发现于睡眠中死亡。